# Unterfarcha
Unterfarcha ist eine Ortschaft in der Gemeinde Straßburg im Bezirk Sankt Veit an der Glan in Kärnten. Die Ortschaft hat 10 Einwohner (Stand 1. Jänner 2024). 

## Lage
Unterfarcha liegt im Gurktal, im Osten der Gemeinde Straßburg, in der Katastralgemeinde St. Georgen, etwa 2 ½ km nordwestlich von Schloss Pöckstein, rund 150 m nördlich der Gurktal Straße. Zur Ortschaft gehören die Höfe Mörtl (Nr. 1 und 1a) und Egger (Nr. 2 und 3).

## Geschichte
Seit Gründung der Ortsgemeinden Mitte des 19. Jahrhunderts gehört Unterfarcha zur Gemeinde Straßburg. Zunächst wurde der Ort als Ortschaftsbestandteil von Zwischenwässern betrachtet, wobei die Abgrenzung zu anderen Ortschaftsbestandteilen schwankte. So wurde um die Wende zum 20. Jahrhundert zeitweise auch der Hof Laure (heute Drahtzug Nr. 1) zu Unterfarcha gezählt.
Seit 1971 wird Unterfarcha als eigene Ortschaft geführt.

## Bevölkerungsentwicklung
Für Unterfarcha ermittelte man folgende Einwohnerzahlen:
- 1880: 2 Häuser, 31 Einwohner[2]
- 1890: 2 Häuser, 11 Einwohner[3]
- 1900: 3 Häuser, 45 Einwohner[4]
- 1910: 4 Häuser, 37 Einwohner[5]
- 1923: 5 Häuser, 87 Einwohner[6]
- 1951: 3 Häuser, 27 Einwohner[7]
- 1961: 3 Häuser, 21 Einwohner[8]
- 2001: 4 Gebäude (davon 3 mit Hauptwohnsitz) mit 4 Wohnungen; 14 Einwohner und 1 Nebenwohnsitzfall; 3 Haushalte; 0 Arbeitsstätten, 2 land- und forstwirtschaftliche Betriebe[9]
- 2011: 4 Gebäude, 13 Einwohner, 3 Haushalte, 2 Arbeitsstätten[10]
- 2021: 4 Gebäude, 8 Einwohner, 3 Haushalte, 2 Arbeitsstätten[11]

## Persönlichkeiten
- Hermann Pirker († 1933), Bürgermeister von Straßburg ab 1922